# Anarchy (album)
Pour les articles homonymes, voir Anarchy.
Albums de Busta Rhymes
Extinction Level Event: The Final World Front
(1998) Genesis
(2001)
Singles
1. Get Out!!
Sortie : 2000
2. Fire
Sortie : 2000

Anarchy est le quatrième album studio de Busta Rhymes, sorti en 2000.
L'album s'est classé 1er au Top R&B/Hip-Hop Albums et 4e au Billboard 200 et a été certifié disque de platine par la Recording Industry Association of America (RIAA) le 14 juillet 2000.

## Liste des titres
| No  | Titre                                                                                         | Contient un (des) sample(s) de                                                      | Durée |
| --- | --------------------------------------------------------------------------------------------- | ----------------------------------------------------------------------------------- | ----- |
| 1.  | Intro: The Current State of Anarchy                                                           |                                                                                     | 2:27  |
| 2.  | Salute da Gods!! (Produit par DJ Scratch)                                                     | Betcha by Golly, Wow des Stylistics                                                 | 3:47  |
| 3.  | Enjoy da Ride (Produit par Jay Dee)                                                           | Dream Suite des Dreams                                                              | 3:37  |
| 4.  | We Put It Down For Y'all (Produit par Swizz Beatz)                                            |                                                                                     | 3:30  |
| 5.  | Bladow!! (Produit par Scott Storch)                                                           |                                                                                     | 3:40  |
| 6.  | Street Shit (Produit par Just Blaze)                                                          |                                                                                     | 3:54  |
| 7.  | Live It Up (Produit par Jay Dee)                                                              |                                                                                     | 3:42  |
| 8.  | Fire (Produit par Busta Rhymes)                                                               | Surrender de Diana Ross                                                             | 2:50  |
| 9.  | All Night (Produit par Swizz Beatz)                                                           |                                                                                     | 3:44  |
| 10. | Show Me What You Got (Produit par Jay Dee)                                                    | Come and Play in the Milky Night de Stereolab Walking Into Sunshine de Central Line | 3:43  |
| 11. | Get Out!! (Produit par Nottz)                                                                 |                                                                                     | 3:04  |
| 12. | The Heist (featuring Ghostface Killah, Raekwon et Roc Marciano – Produit par Large Professor) | Moonglow & Theme From Picnic d'Esther Phillips                                      | 4:17  |
| 13. | A Trip Out of Town (Produit par Nottz)                                                        |                                                                                     | 5:25  |
| 14. | How Much We Grew (Produit par DJ Shok)                                                        |                                                                                     | 4:55  |
| 15. | Here We Go Again (featuring Flipmode Squad – Produit par Just Blaze)                          |                                                                                     | 3:29  |
| 16. | We Comin' Through (Produit par DJ Scratch)                                                    |                                                                                     | 3:00  |
| 17. | Come on All My Niggas, Come on All My Bitches (Produit par DJ Scratch)                        |                                                                                     | 2:55  |
| 18. | Make Noise (featuring Lenny Kravitz – Produit par Rockwilder)                                 |                                                                                     | 3:18  |
| 19. | Ready For War (featuring M.O.P. – Produit par Busta Rhymes)                                   |                                                                                     | 4:18  |
| 20. | Why We Die (featuring DMX et Jay-Z – Produit par P. Killer Trackz)                            |                                                                                     | 3:59  |
| 21. | (A)narchy (Produit par Nottz)                                                                 |                                                                                     | 4:13  |
| 22. | Outro (featuring Baby Sham, Bolo et Spliff Star)                                              |                                                                                     | 0:46  |